# Coriolan Pop
Coriolan Pop (n. 2 decembrie 1864, Satu Mare, România – d. 28 noiembrie 1919, Oradea, România) a fost un deputat în Marea Adunare Națională de la Alba Iulia, organismul legislativ reprezentativ al „tuturor românilor din Transilvania, Banat și Țara Ungurească”, cel care a adoptat hotărârea privind Unirea Transilvaniei cu România, la 1 decembrie 1918.:p. 77

## Biografie
S-a născut la 2 decembrie 1864 în comuna Tăuți, jud. Satu Mare. Părinții săi au fost Ioan Pop, vicar greco-catolic al Maramureșului, și Aloisia Rednic.:p. 261
Coriolan Pop a profesat ca avocat și în anul 1898 a fondat banca „Bihoreana” în Oradea, fiind ales directorul general al băncii, funcție pe care a avut-o până la moartea sa. S-a stins din viață la 28 noiembrie 1919, în Oradea.:p. 261

### Studii
1882 - Trece examenul de maturitate după absolvirea Gimnaziului Premonstratens din Oradea.
1886 - Finalizează studiile superioare ale Academiei de Drept din Oradea.
Examenul pentru avocat l-a susținut în Budapesta, iar după obținerea diplomei s-a stabilit la Oradea, unde și-a deschis un birou de avocatură.

### Viața personală
1893 - Coriolan Pop s-a căsătorit cu Aurelia Cornelia Cosma, nașul de cununie a fost George Pop de Băsești, slujba fiind oficiată de vicarul Șimleului de atunci, Olimpiu Barbulovici.

## Activitate politică
A fost unul dintre liderii mișcării naționale românești din județul Bihor în timpul Monarhiei Austro-Ungare și primul prefect român al județului Bihor până în 23 septembrie 1919, când a demisionat din motive de boală.:p. 261
A colaborat îndeaproape cu dr. Aurel Lazăr, un alt militant de marcă al românilor din Transilvania. După ce dr. Aurel Lazăr va pleca la Sibiu, Coriolan Pop va prelua de la acesta președinția Consiliului Național Român de la Oradea. 
A participat la Marea Adunare Națională de la Alba Iulia în calitate de delegat oficial al cercului electoral Oradea.:p. 261
A fost ales senator  de Oradea în primul Parlament al României Mari. A decedat în anul 1919, înainte a avea timp să își exercite în vreun fel funcția de senator.:p. 261

## Decorații
1913 - Coriolan Pop a fost decorat de către Regele Carol I al României cu Meritul comercial și industrial cl. I. și cu medalia Coroana României pentru activitatea cu banca Bihoreana.